# شاه آرتور
شاه آرتور رهبر افسانه‌ای بریتانیایی بود که — مطابق تواریخ و داستان‌های قرون وسطایی — در اواخر قرن پنجم و اوایل قرن ششم میلادی از بریتانیا در برابر مهاجمان ساکسون دفاع کرد. جزئیات زندگی آرتور ترکیبی از داستان‌های عامیانه و آثار ادبی است و مورخان عصر حاضر اتفاق نظر دارند که او شخصیتی تاریخی نبوده است. آثار تاریخی پراکنده دربارهٔ آرتور از منابعی چون تواریخ ولز، تاریخ بریتون‌ها و نوشته‌های گیلداس جمع‌آوری شده است. اسم او در منابع منظوم اولیه بریتانیا چون اگودودین نیز ذکر شده است.
آرتور شخصیت مرکزی در افسانه‌های ماهیت بریتن است. شخصیت اسطوره‌ای او به‌طور کلی به دلیل کتاب قرن دوازدهمی تاریخچه پادشاهان بریتانیا که توسط جفری مانموثی نوشته شد، توجهات بین‌المللی جذب کرد. در برخی از داستان‌های ولزی و بریتونی مربوط به قبل از نوشته‌شدن این اثر، آرتور چون مبارزی بزرگ که از بریتانیا در برابر دشمنان انسانی و فراطبیعی محافظت می‌کند یا به سان شخصیتی جادویی در داستان‌های عامیانه نمایانده شده است. گاه او را با انون، جهان بعد از مرگ در افسانه‌های ولزی، مربوط دانسته‌اند. اینکه جفری مانموثی در نوشتن تاریخچه پادشاهان بریتانیا تا چه اندازه به منابع قدیمی وفادار بوده، مشخص نیست.
مضامین، اتفاقات و شخصیت‌های افسانه‌های آرتوری از منبعی به منبعی دیگر متفاوت بوده‌اند اما اثر جفری مانموثی نقطه آغازی برای داستان‌های بعدی به‌شمار می‌آید. او آرتور را چون پادشاه بریتانیا که ساکسون‌ها را شکست داد و امپراتوری وسیعی تأسیس کرد، می‌نمایاند. برخی عناصر و اتفاقات که امروزه به عنوان بخش‌های اساسی افسانه‌های آرتوری به‌شمار می‌روند، نظیر پدرش اوتر پندراگون، مرلین جادوگر، همسرش گوئینویر، اکس‌کالیبور، بسته‌شدن نطفه او در قلعه تینتاگل، نبرد نهایی آرتور علیه موردرد در کاملا و مرگ او در آوالون در داستان جفری دیده می‌شوند.
کرتین دو تروا، نویسنده قرن دوازدهمی فرانسوی، لانسلوت و جام مقدس را به داستان اضافه کرد و سبب تبدیل‌شدن افسانه‌های آرتوری به یک ژانر مهم در ادبیات قرون وسطایی گردید. در داستان‌های فرانسوی، گاه تمرکز داستان از آرتور به دیگر شخصیت‌ها، مانند شوالیه‌های میز گرد، معطوف شده است. حتّی زمانی برخی از پادشاهان بریتانیا مانند چارلز دوم انگلستان، فکر می‌کردند شجره‌شان به آرتور بازمی‌گردد و حتی تصور می‌کردند استون هنج را آرتور بنا کرده. محبوبیت داستان‌های آرتوری بعد از قرون وسطی کاهش پیدا کرد تا اینکه در قرن نوزدهم دوباره توجهات به آن جلب شد. در قرن ۲۱، این افسانه در ادبیات، تئاتر، سینما، تلویزیون، کمیک و دیگر رسانه‌ها کماکان محبوب است.
برخی پژوهشگران ماهیت و صحت تاریخی شاه آرتور را افسانه‌ای مشابه داوود دانسته‌اند که به شکل مشابهی جد پادشاهان یهودا محسوب می‌شده است. مرگ وی توسط موردرد به هنگامی که شمشیر اکسکالیبور آرتور، سینه و گردن موردرد را شکافت هنوز شمشیر پایین نیامده  بود که شمشیر موردرد زخمی کاری بر آرتور وارد نموده و آن دو یعنی پدر و پسر باصدای آخرین ضربات شمشیر روحشان به پرواز در آمد. 

## نگارخانه

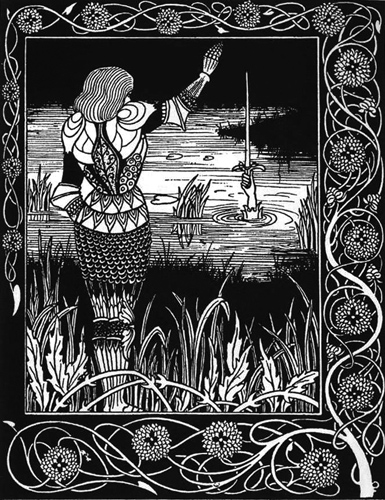
اکس‌کالیبور شمشیر افسانه‌ای شاه آرتور
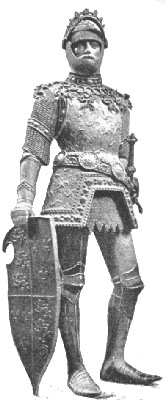
تندیس انگاره‌ای شاه آرتور